# Akvila i Priscila
Sveti Akvila i Priscila (Priska) kršćanski su sveci i bračni par židovskog porijekla. Bili su suradnici apostola Pavla.
Akvila je potjecao iz sjeverne Anatolije, dok je Priscila bila Židovka podrijetlom iz Rima. Doselili su se u Korint zbog odluke cara Klaudija da iz Rima protjera Židove, jer su, prema zapisima rimskog povjesničara Svetonija, "uzrokovali nerede zbog nekog Kresta", kako nepreciznim izričajem označuje Isusa Krista. U Korintu ih početkom pedesetih godina 1. stoljeća nalazi apostol Pavao. Ondje im se pridružio jer su se bavili istim zanatom izrade šatora ili zastora za domaću uporabu, a bio je primljen i u njihovu kuću.
Kasnije su se preselili u Malu Aziju, u Efez. Ondje su podučavali kršćanstvu aleksandrijskoga Židova Apolona. Također, u njihovoj kući odvijala su se kršćanska liturgijska slavlja. Apostol Pavao u svojoj Prvoj poslanici Korinćanima, uz svoje osobne pozdrave upućuje im i pozdrave što ih šalju "Akvila i Priska zajedno s Crkvom u njihovu domu" (1 Kor 16,19).
Naposljetku su se vratili u Rim gdje su nastavili evangelizacijsku i misionarsku službu. Pavao im, u Poslanici Rimljanima, upućuje ovakav pozdrav: "Pozdravite Prisku i Akvilu, suradnike moje u Kristu Isusu. Oni su za moj život podmetnuli svoj vrat; zahvaljujem im ne samo ja nego i sve Crkve pogana. Pozdravite i Crkvu u njihovoj kući" (Rim 16,3-5).
Prema kršćanskoj predaji umrli su mučeničkom smrću.

## Vanjske poveznice
Ostali projekti